# بيدرو أرواخو
بيدرو أرواخو (10 يناير 1985 ببارسيلوس في البرتغال - ) هو لاعب كرة قدم برتغالي في مركز الدفاع. شارك مع منتخب البرتغال تحت 16 سنة لكرة القدم ومنتخب البرتغال تحت 17 سنة لكرة القدم ومنتخب البرتغال تحت 18 سنة لكرة القدم ومنتخب البرتغال تحت 19 سنة لكرة القدم ومنتخب البرتغال تحت 20 سنة لكرة القدم ومنتخب البرتغال تحت 21 سنة لكرة القدم. أما مع النوادي، فقد لعب مع سبورتينغ لشبونة ب ونادي بيرا مار ونادي تونديلا ونادي جل فيسنتي وديسبورتيفو تروفينسي ونادي بينفايل وC.D. Olivais e Moscavide ‏.

## وصلات خارجية
- بيدرو أرواخو على موقع قاعدة بيانات كرة القدم.إي يو (الإنجليزية)
- بيدرو أرواخو على موقع Soccerway.com (الإنجليزية)